# Moshnyahy
Moshnyahy  (ucraniano: Мошняги) es una localidad del Raión de Podilsk en el Óblast de Odesa de Ucrania. Según el censo de 2001, tiene una población de 251 habitantes.